# 대한민국 일제강점하강제동원피해진상규명위원회
일제강점하강제동원피해진상규명위원회(日帝強占下強制動員被害眞相糾明委員會)는 일제강점하 강제동원피해진상규명등에 관한 특별법에 따라, 일제강점하 강제동원 피해의 진상을 규명하여 역사의 진실을 밝히고자 2004년 11월 10일 국무총리 직속으로 발족한 독립기구이다. 2009년 말 임시국회에서 '대일항쟁기 강제동원 피해조사 및 국외강제동원 희생자 등 지원에 관한 특별법안'을 여야 합의로 통과시킴에 따라 2010년 4월 24일로 활동이 중단될 위기에 처했던 위원회의 활동기간을 2012년 말까지 연장시켰다.
일제강점하강제동원피해진상규명등에관한특별법은 2004년 2월, 당시 열린우리당 김원웅 의원을 비롯한 69명이 발의하여 제정되었고, 2004년 11월 위원회가 발족되었다. 2005년 3월에 피해조사 업무를 개시하였다. 김용봉을 위원장으로 위촉하여 모두 9명의 위원으로 구성되어 있다.

## 연혁
- 2010년 3월 22일 - 대일 항쟁기 강제 동원 피해 조사 및 국외 강제 동원 희생자 등 지원에 관한 특별 법(이하,"특별 법"이라고 부른다)을 제정·시행. 이 법령에 의거한 일제 강점하 강제 동원 피해 진상 규명 위원회와 태평양 전쟁 전후 국외 강제 동원 희생자 지원 위원회를 폐지하고 대일항쟁기강제동원피해조사및국외강제동원희생자등지원위원회(이하"위원회"라 함)를 설치.